# Ubojstvo obitelji Zvicer
Petar Zvicer (Cuce, 1896. – Šćepan Do, Nikšić, 1923.) crnogorski komita, borac Za Pravo, Čast i Slobodu Crne Gore.
Zvicer se nakon Božićne pobune odmetnuo u planine, gdje se priključio grupi Sava Raspopovića i Milutina Bašovića.
Ondašnji list “Narodna riječ”, od 4. listopada 1922. u svom tekstu navodi da je 22. rujna 1922. Zvicer bio u komitskoj grupi koja je u vlaku, koji je prometovao na pravcu Bar – Virpazar, pobila osam srpskih vojnika i jednog žandarma.

## Ubojstvo obitelji Zvicer
Žandarska postrojba, kojom su zapovijedali major Kecmanović i časnik Kolaković, 23. travnja 1923. došla je kod obiteljske kuće Zvicera u selu Rokoči. Unutar kuće su zavezali Petrovu majku Anđu (bila stara oko 60 godina), suprugu Zagorku (oko 23 godine), sestru Planu (20 godina), brata Vidaka (13 godina), te troje Petrove malodobne djece i zapalili ih.
Premda su o ovom zločinu u parlamentu Kraljevine SHS izvijestili poslanici Crnogorske stranke dr. Sekula Drljević i Savo Vuletić, protiv odgovornih srpskih časnika nije povedena istraga ili suđenje.

## Pogibija Zvicera
Petar Zvicer ubijen je u Raspopovićevoj komitskoj grupi koncem 1924. godine.